# 2021年—2023年全球供应链危机
2021年—2023年全球供应链危机是指在此期間各種因素造成的全球供應鏈不穩定的狀態。
2021年，新冠疫情仍未結束，許多工人感染新冠肺炎，工廠停擺，這影響到了製造業。由于人员短缺，货物被迫滞留在港口，這使得货物运输又受到影響。2022年俄羅斯又入侵烏克蘭，種種因素疊加，造成全球供应链受到擾亂，許多商品短缺。
同時期的全球晶片危機進一步加剧了供应链危机。